# Robert I (władca Franków)
Robert I (ur. ok. 865, zm. 15 czerwca 923) – król zachodniofrankijski 922–923.
Syn Roberta Mocnego i Adelajdy, młodszy brat Odona. 
Robert uznał władzę Karola III w 898 za pozostawienie domen Robertyngów w Neustrii w jego ręku. Stosunki pomiędzy Robertem a Karolingiem popsuły się wraz ze zdobyciem przez Karola - Lotaryngii. Został wybrany na następcę zdetronizowanego Karola III Prostaka, który próbował bezskutecznie odzyskać tron. Robert zginął w walce w bitwie pod Soissons. Władzę po nim objął jego zięć Rudolf, książę Burgundii.

## Małżeństwa i potomstwo
Imię pierwszej żony Roberta nie jest znane. Możliwe, że nazywała się Adela (fr. Aélis/Adèle), Robert miał z nią dwie córki:
- Emmę (894–935), od ok. 918 żonę Rudolfa, księcia Burgundii,
- Hildebrandę Adelę (895–931), od ok. 907 żonę Herberta II, hrabiego Vermandois.

Jego drugą żoną była Beatrycze z Vermandois (ok. 880–931), córka Herberta I – hrabiego Vermandois, z nią miał Robert:
- Rychildę,
- Hugona Wielkiego (898 – 16 czerwca 956), księcia Francji, ojca Hugona Kapeta.